# Amr ibn al-As
‘Amr ibn al-‘Āṣ (? – Al-Fusṭāṭ, Egipto, 663) fue el conquistador musulmán de Egipto. Después de adoptar el islam (hacia el 630), mandó una expedición a Omán, donde convirtió a los gobernantes de la región a la nueva fe. Acaudilló el ejército musulmán que conquistó el suroeste de Palestina en la década del 630, pero su fama se debe a la conquista de Egipto, que emprendió por propia iniciativa y que completó tras dos años de campaña en el 642.
Fue buen administrador y político; al final de su carrera ayudó al gobernador de Siria Mu‘āwīyah I en contra de Ali ibn Abi Tálib, el cuarto califa del islam. Como recompensa por ello, ‘Amr ibn al-‘Āṣ recibió el gobierno de Egipto en los inicios de la dinastía de los Omeyas (661).

## Biografía
Amr ibn al-As nació en La Meca, antes del año 573 d. C. (porque se conoce que murió en el año 664 d. C. con más de 90 años); pertenecía a la tribu de los Quraysh y al clan de los Banu Sahm.
Su madre era Layla bint Harmalah al-‘Anaziyyah conocida como “Al-Nabighah”, que tenía un pasado oscuro. Se cree que el verdadero padre de Amr fue el omeya Abu Sufyan ibn Harb, que había reclamado la paternidad en contra de Shami al-As ibn Wail.
Durante su juventud ejerció de comerciante, acompañando a las caravanas a lo largo de las rutas comerciales de Asia y Oriente Medio, y vistió Jerusalén y Egipto. Cuando Mahoma empezó a predicar, Amr se opuso al islam.
Amr ibn al-As fue enviado por los jefes Quraysh, junto a Abd Al-lah ibn Abi Rabian, a Abisinia a donde había emigrado un grupo importante de musulmanes con el propósito de escapar de la agresividad de los enemigos de islam. Cuando se reunieron con el Negus abisinio para que obligara a los musulmanes a volver a La Meca, el rey se negó a expulsarlos, alegando que estaban bajo su protección. Amr ibn al-As trató de convencerlo con la argumentación de que la presencia de los musulmanes sería un peligro para el cristianismo, opinión que compartían los consejeros locales. El Negus se reunió con Yaáfar ibn Abi Tálib, hermano de Ali ibn Abi Tálib y primo del profeta, quien lo convenció de que no eran peligrosos para la estabilidad del país. Así, los musulmanes consiguieron el permiso del Negus para vivir en paz en Abisinia y Amr tuvo que regresar a casa amargamente decepcionado.

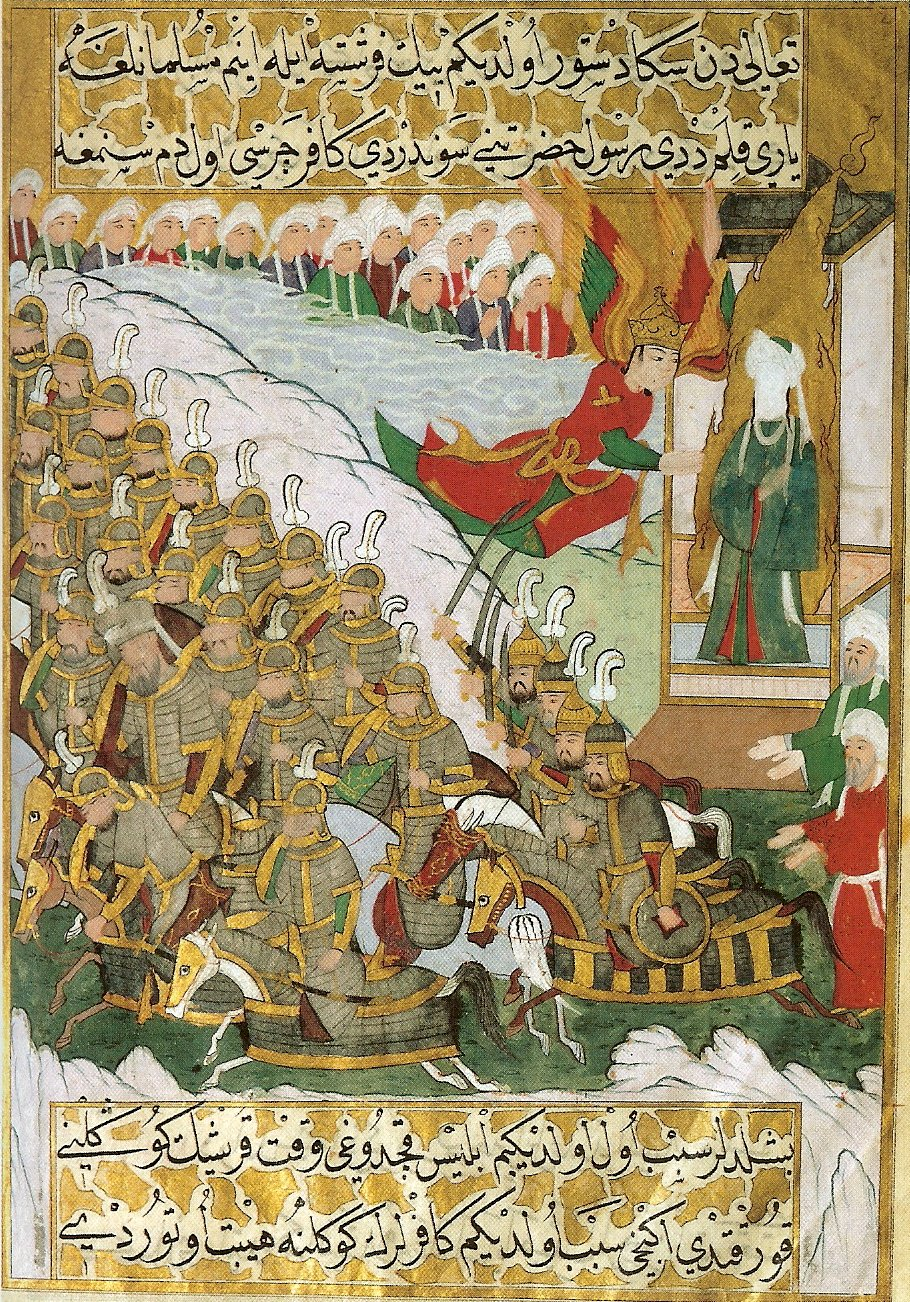
Batalla de Badr.

Tras esta experiencia siguió con su animadversión al islam. Participó en la batalla de Badr (13 de marzo de 624) en la que Mahoma consiguió su primera victoria con los Quraysh. En la batalla de Uhud (23 de marzo del año 625) mandó un contingente Quraysh y fue, junto a Jálid ibn al-Walid, uno de los responsables de la victoria mequí. Amr ibn al-As participó en todas las batallas importantes entre mequíes y mediníes hasta el tratado de Hudaybiyyah. Amr ibn al-As decidió marchar a Medina para convertirse al islam. De camino a Medina, se encontró a Jálid ibn al-Walid que se dirigía a Medina con el mismo propósito. Ambos caudillos militares estaban preocupados porque habían combatido contra Mahoma en el pasado, pero este les tranquilizó afirmando que el islam borra todas las faltas del pasado.

### Amr ibn al-As al servicio del profeta Mahoma
El pasado de Amr ibn al-As como comerciante en Gaza le beneficiaba ante Mahoma, que lo escogió para recaudar los impuestos de las tribus en el camino que iba de Medina a Siria.
La primera expedición en la que tomó parte lo llevó a Omán como emisario de Mahoma, para invitar a Yaifar y Abbad ibn al-Yuland, gobernantes conjuntos de Omán, a aceptar el islam. Amr obtuvo el éxito en esta primera misión, pero durante su estancia en Omán Mahoma falleció, lo que suscitó que Amr ibn al-As volviese a Medina.

## Amr ibn al-As al servicio de Abu Bakr

### La invasión de Palestina y Siria
Inmediatamente después de fallecer el profeta Muhammad, el califa Abu Bakr envió cuatro pequeños ejércitos para que operaran de manera autónoma entre el mar Muerto y el río Jordán. El objetivo de estas expediciones era asegurar el control musulmán sobre las tribus árabes que vivían en el desierto sirio.
Amr ibn al-As fue uno de los elegidos para dirigir un ejército. Decidió encaminar a sus hombres, que según se dice eran cerca de tres mil hombres, en su mayoría procedentes de La Meca y Medina, a la región que le era familiar. Viajó a lo largo de la costa del mar Rojo hasta la punta del golfo de Aqaba, giró hacia el oeste y acampó en Wadi Araba; desde allí ascendió a la meseta de Néguev antes de dirigirse hacia Gaza.
El 4 de enero del año 634, derrotó en la batalla de Dathin, cerca de Gaza, a un contingente bizantino. Después de la batalla, hizo frente a una fuerza bizantina que se había reunido al suroeste de Jerusalén, en el camino a Gaza. Jálid ibn al-Walid y los demás comandantes árabes que se encontraban en la región se unieron a Amr ibn al-As, formando un ejército de alrededor de veinte mil hombres. En la batalla de Achnadáyn, los bizantinos fueron nuevamente vencidos y los supervivientes se retiraron a Jerusalén y otras plazas fortificadas.
Tras esta batalla Amr ibn al-As participó en el asedio de Damasco, apostándose su ejército en la puerta de Santo Tomás (lado norte). En septiembre los musulmanes tuvieron que repeler el ataque de un contingente bizantino que marchaba para levantar el sitio de Damasco. Poco después la ciudad fue tomada, aunque se libró del saqueo.

## Amr ibn al-As al servicio de Úmar

### La batalla de Yarmuk y la conquista de Palestina
Por la época de la caída de Damasco, Abu Bakr falleció en Medina. El nuevo califa elegido fue Úmar ibn al-Jattab. Heraclio, emperador bizantino, preparó un gran contraataque tras la caída de Damasco. Reunió bajo su estandarte a los árabes que se oponían al islam, a armenios y a un gran ejército bizantino y los ordenó avanzar hacia el sur.
Los musulmanes, ante la superioridad numérica de este ejército, debieron abandonar Damasco y sus nuevas conquistas y se dirigieron a los Altos del Golán, donde se concentraron todos los ejércitos musulmanes que operaban en Siria y Palestina. El mando del ejército musulmán le correspondió a Jálid ibn al-Walid, quien decidió retirarse hacía el río Yarmuk. La batalla de Yarmuk consistió en una serie de choques que se prolongaron durante varios días y que concluyeron con una gran batalla el 20 de agosto del año 636.
La batalla estuvo igualada hasta que los musulmanes fingieron una retirada y engañaron a elementos del ejército bizantino para que los persiguieran a un terreno accidentado, donde les tendieron una emboscada. Durante el contraataque musulmán, la caballería bizantina se separó de la infantería, lo que permitió a los musulmanes realizar una gran matanza con la caballería musulmana entre las filas de los peones. La principal fuerza bizantina fue empujada hacia el oeste, con lo que quedó encerrada entre escarpados valles, con los barrancos del Yarmuk a sus espaldas. Con la toma del puente romano que cortaba la retirada bizantina hacia el oeste, la victoria musulmana quedó garantizada. Los musulmanes hicieron pocos prisioneros.
Tras la batalla de Yarmuk, las fuerzas musulmanas pusieron cerco a la ciudad de Jerusalén, que tenía gran importancia para ellos ya que fue el primer lugar al que se dirigieron sus oraciones, así como por haber sido el escenario desde el cual, según la tradición, Mahoma dio comienzo a su viaje nocturno en el que le fueron revelados los secretos de los cielos. La ciudad se encontraba a cargo del patriarca Sofronio. A pesar del desprecio y aborrecimiento que sentía hacia los árabes, Sofronio no tenía otra alternativa que negociar con ellos; sin embargo, insistió en que solo rendiría la ciudad al califa Úmar. El califa se desplazó a Jerusalén y se llegó a un acuerdo de capitulación que incluía el pago de un impuesto denominado yizia. Amr ibn al-As (junto con Jálid ibn al-Walid y Muawīya ibn Abī Sufyān) fue testigo del acuerdo.

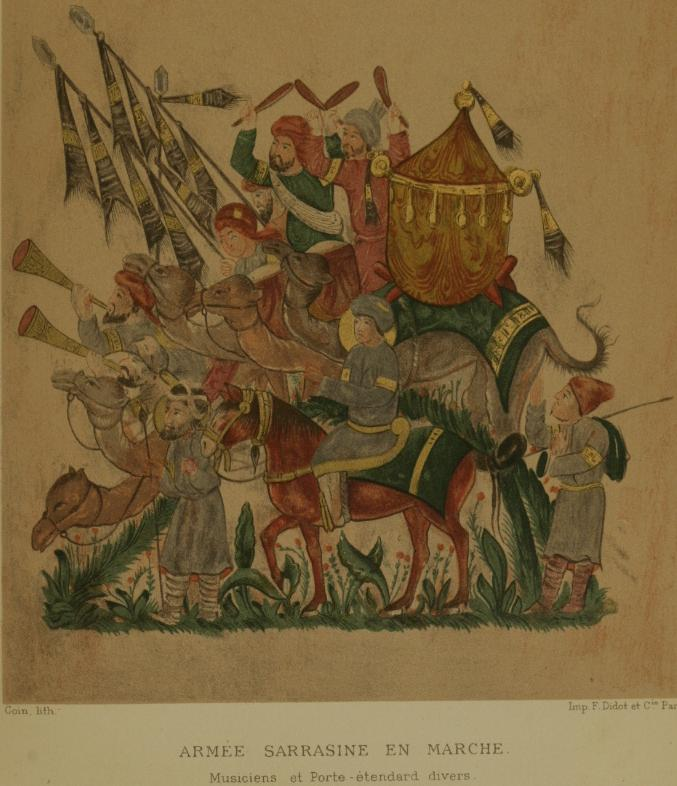
Marcha del ejército musulmán

Las tropas musulmanas se separaron tras la toma de Jerusalén: una sección marchó al norte al mando de Abu Ubayda y de Jálid ibn al Walid, mientras que otra se encaminó hacia el sur mandada por Amr ibn al-As y Shurhabil ibn Hasana. Mientras Yazid ibn Abi Sufyan ponía cerco a la ciudad de Cesárea, Amr ibn al-As junto con Shurhabil ibn Hasana tomó las ciudades de Gaza, Samaria, Shechen, Lydda, Yubna, Emaús, Jaffa, Raft y Bait Jibrin. Para el año 637 d. C., Amr ibn al-As y Shurhabil ibn Hasana habían ocupado toda Palestina y Jordania a excepción de Cesárea, que resistió a los musulmanes hasta el año 641. Esta se sostuvo principalmente merced al abastecimiento que recibía por mar desde Alejandría, una de las bases de la flota bizantina.

### La conquista de Egipto
A la conquista árabe de Egipto le precedió la restauración de la administración bizantina tras la guerra con los sasánidas y la división radical entre bizantinos y coptos. Amr ibn al-As había visitado Egipto antes de que empezaran las conquistas musulmanas. Al parecer Amr consultó con el califa Úmar su plan de invadir Egipto y este lo aprobó.

Movimientos de Amr ibn al-As durante la conquista de Egipto

‘Amr ibn al-As partió con una fuerza de entre tres mil quinientos y cuatro mil hombres. Al parecer Umar cambió de opinión sobre la conveniencia de atacar Egipto y escribió a Amr una carta en la que le decía que, si ya estaba en Egipto, siguiera con sus planes, pero si aún no había cruzado la frontera, abandonara el proyecto. Amr ibn al-As, intuyendo el contenido de la misiva, se negó a abrirla hasta su llegada a al-Arish el 12 de diciembre de 639.
El ejército siguió una ruta que avanzaba a lo largo de la costa egipcia. La primera ciudad con la que se encontraron los musulmanes fue Farama. La ciudad fue asediada durante un mes antes de ser tomada. Tras tomar Farama avanzaron manteniéndose cerca del desierto. Bilbeis fue la siguiente ciudad en ser asediada. Tras un mes de resistencia bizantina, los musulmanes la conquistaron. Luego se desplazaron a Umm Dunayn, cerca del río Nilo, al norte de la actual El Cairo. En esta ciudad la lucha fue dura, pero terminó con la victoria de los musulmanes.
La Fortaleza de Babilonia parecía ser el próximo objetivo árabe, pero contenía unas fuerzas bizantinas que superaban la capacidad de las musulmanas. En consecuencia, Amr decidió dirigir sus fuerzas contra el oasis del Fayum. El acceso al oasis estaba defendido por una guarnición local y los árabes fueron incapaces de penetrar en él. No obstante, consiguieron saquear la ciudad de El Bahnasa, donde la población local fue pasada por las armas.
Tras esta expedición Amr ibn al-As se enteró de la llegada de refuerzos. Estos ascendían a doce mil hombres, a las órdenes de Zubayr ibn al-Awwam. Los ejércitos musulmanes acamparon en la antigua ciudad de Heliópolis hacia donde avanzó un ejército bizantino bajo el mando de Teodoro Tritirio.
Los dos ejércitos se encontraron en junio del 640 en la batalla de Heliópolis. El principal contingente árabe se enfrentó a los bizantinos, pero durante la noche unos quinientos jinetes árabes se habían ocultado tras unas pequeñas colinas para acometer al ejército bizantino por la retaguardia. Cuando ambos ejércitos entablaron combate, el grupo emboscado atacó por la espalda a los bizantinos, causando pánico y confusión.

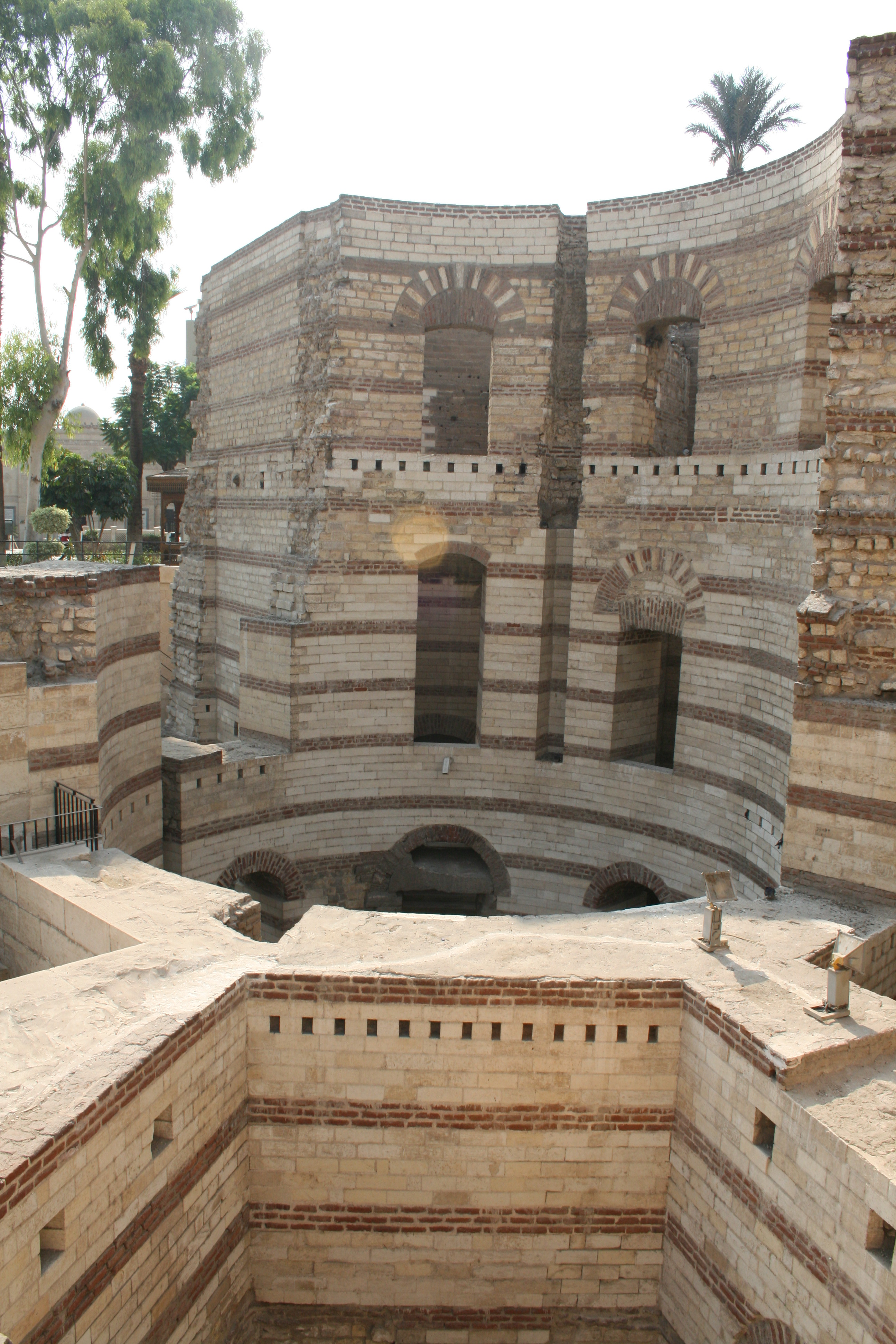
La fortaleza de Babilonia, en Egipto.

Tras la batalla de Heliópolis el siguiente objetivo de Amr ibn al-As fue la fortaleza de Babilonia. Amr comenzó su asedió en septiembre del año 640. En marzo del 641, llegó a Egipto la noticia de la muerte de Heraclio y de la consiguiente crisis sucesoria que afectaba al Imperio bizantino. Como los defensores de Babilonia no tenían esperanza de conseguir ayuda, capitularon el 9 de abril.
Tras la caída de Babilonia, el siguiente objetivo debía ser Alejandría. Según Juan de Nikiû, durante este periodo los árabes recibieron ayuda de los coptos, que acompañaron al ejército construyendo puentes y estableciendo mercados. Antes de llegar a Alejandría, los musulmanes, tomaron Nikiou el 13 de mayo y asesinaron a toda su población. El avance musulmán continuó y las fuerzas bizantinas fueron derrotadas en la batalla de Karyun. Alejandría estaba bajo el mando del patriarca Ciro, quien recibió órdenes de Heraclio II de negociar con Amr ibn al-As; el 28 de noviembre se firmó la paz. Según esta, la ciudad pagaría tributo y el ejército bizantino abandonaría la ciudad con sus posesiones y tesoros. Habría un armisticio hasta septiembre del 642 para que se cumpliera con estas disposiciones.
Tras la capitulación de Alejandría el resto de Egipto cayó sin dificultad. Amr encontró algo de resistencia en Antinoópolis, pero en la mayoría de los lugares las tropas musulmanes no encontraron oposición. El 29 de septiembre del año 642 Amr ibn al-As entró formalmente en la ciudad.
Tras la conquista de Egipto Amr había pensado convertir Alejandría en su capital, pero el califa Umar, al igual que en los casos de Kufa y Basora, no quería que los ejércitos musulmanes estuvieran separados de Arabia por cursos de agua. Amr ibn al-As, gobernador de Egipto, se estableció al norte de la fortaleza de Babilonia, donde según la tradición una paloma hizo su nido en la tienda de Amr antes de partir hacia Alejandría. La tienda iba a ser desmantelada, pero Amr ibn al-As ordenó que se la dejara para uso del ave: «Se ha refugiado bajo nuestra protección. Dejad la tienda armada hasta que ella haya incubado su nidada y se marche volando». Fustat fue fundada por Amr ibn al-As en una posición estratégica magnífica en la cabecera del Delta. En ella se erigió la primera mezquita de África: la de Amr.

### Expedición por el norte de África

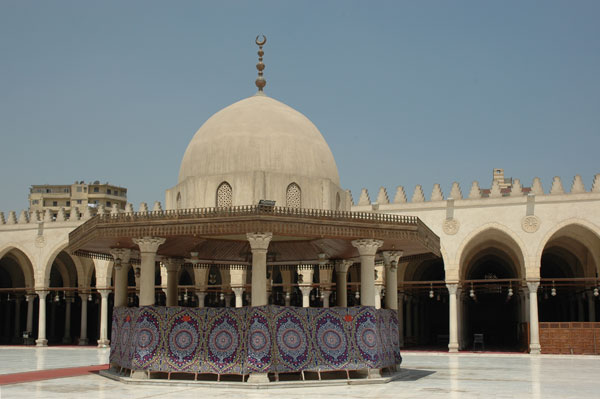
Mezquita de Amr en Fustat

Con todo Egipto bajo control, Amr ibn al-As dirigió sus tropas hacia el oeste en el año 642 d. C., poco después de la rendición de Alejandría. El ejército avanzó sin oposición hasta Barqa. La guarnición bizantina huyó de la ciudad y la población llegó a un acuerdo de paz con Amr ibn al-As a cambio de un tributo por cabeza (yizia) que sumaba trece mil dinares.
Tras Barca, los árabes se dirigieron hacía Trípoli, que fue puesto bajo asedio y tuvo que capitular tras un mes. Amr avanzó con el ejército árabe hacia Sabratha, que fue tomada y saqueada. Leptis Magna también fue conquistada por el ejército musulmán. Tras estas conquistas, Amr ibn al-As regresó a Egipto con un rico botín. La expedición había sido una incursión más que una conquista, y Amr solo dejó fuerzas musulmanas en la ciudad de Barca, de la que nombró gobernador a Uqba ibn Nafi.

## Amr ibn al-As al servicio de Uthman

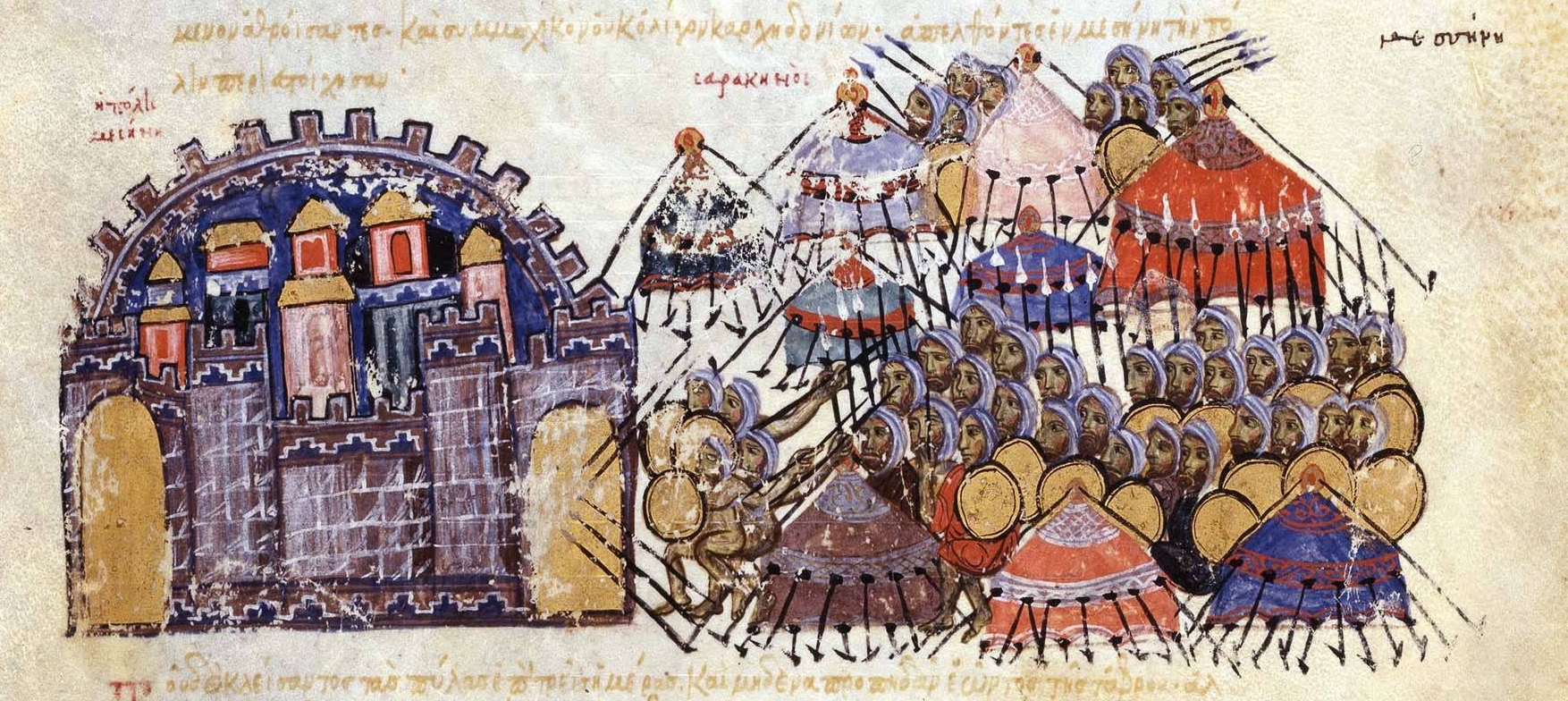
Asedio de una ciudad por los árabes

### Retirada del ejército
Umar murió asesinado el 4 de noviembre de 644 en la mezquita de Medina por un esclavo persa llamado Firūz. El nuevo califa Uthmán, que intentaba centralizar el gobierno del Califato ortodoxo, destituyó a Amr ibn al-As como gobernador de Egipto y lo sustituyó por Abd Allah ibn Sad que no tenía lazos con el ejército conquistador y que podía imponer una mayor presión recaudatoria.

### Retorno a las armas
A finales del año 645, un contingente bizantino al mando del general Manuel desembarcó en Alejandría y la conquistó con facilidad, tras lo que asoló el Delta. Manuel no llegó a atacar Fustat. A consecuencia de la invasión, Amr ibn al-As recuperó el cargo de gobernador. Venció a los bizantinos en la batalla de Nikiou y los obligó a retroceder hasta Alejandría. En el verano del año 646 d. C., la ciudad fue sitiada y tomada al asalto. La conquista de la ciudad estuvo acompañada de matanzas y de un incendio que arrasó gran parte de la ciudad. El general Manuel murió durante el combate.

### Segunda retirada del ejército
El califa Uthman propuso a Amr ibn al-As el gobierno compartido de Egipto: mientras que Amr se encargaría de mandar el ejército, Abd Allah ibn Sad sería el encargado de recaudar los impuestos. Amr rechazó el ofrecimiento alegando: «Yo sería como un hombre que se aferra a los cuernos de una vaca mientras otra persona la ordeña». Tras esta negativa Uthman decidió volver a destituir a Amr ibn al-As del puesto de gobernador de Egipto y reemplazarlo por Abd Allah ibn Sad.
En el año 652, Amr se casó con Umm Kulthum ibn Utba.
El califato de Uthmán estuvo caracterizado por los problemas con las guarniciones árabes que estaban estacionadas en Irak y Egipto, ya que a estos soldados no les gustaba recibir órdenes de gobernadores que no habían ayudado a Mahoma ni habían participado en las conquistas durante el califato de Úmar. En Egipto los soldados odiaban al nuevo gobernador porque era implacable con la recaudación de impuestos. El ejército envió una delegación a Uthman para quejarse de él. Uthman mandó una carta a Abd Allah para que mejorara su conducta, pero este lo que hizo fue detener a la comitiva y matar a su jefe.
Durante una peregrinación a La Meca Amr ibn al-As se enfrentó al califa Uthmán directamente. Lo acusó de haber postergado los intereses del islam frente a los de su familia y le advirtió que debía ser justo o dimitir. La única respuesta que le dio Uthman fue “Dios es mi defensa” y la promesa de no usar la fuerza contra otros musulmanes. Cuando las noticias de que Uthman no usaría la fuerza se difundieron, las tropas descontentas estallaron en rebelión. En la primavera de 656, Kufa, Basora y Fustat enviaron soldados a Medina exigiendo una reforma de la administración. Mientras esta rebelión tenía lugar, Amr ibn al-As decidió marchar de Egipto y se estableció en Palestina, en la ciudad de Beerseba.

## Primerafitna

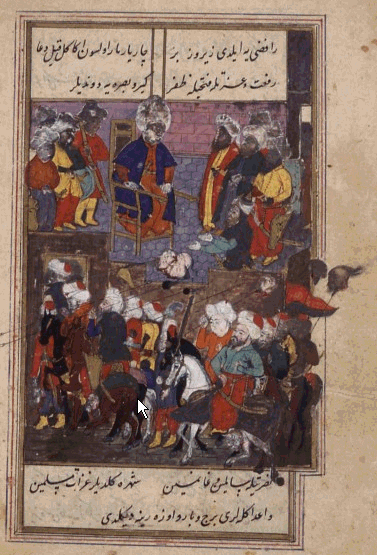
Representación de la batalla de Siffín.

El 17 de junio de 656, el califa Uthmán fue asesinado y Ali Ibn Abi Tálib fue proclamado califa por sus asesinos. La oposición a Alí la encabezaron Talha Ibn Ubayd-Allah at-Taymí y Az-Zubayr ibn al-Awwam, junto con Aisha bint Abi Bakr, viuda de Mahoma e hija del primer califa Abu Bakr. Alí los venció en la batalla del Camello, ocurrida cerca de Basora el 9 de diciembre de 656. Con la muerte de Talha y Zubayr en la batalla, el gobernador de Siria, Muawiya ibn Abi Sufyan, se alzó en rebeldía, clamando venganza para Uthmán.
Amr ibn al-As y Muawiya se reunieron en Jerusalén y formaron una alianza. Amr ibn al-As desempeñó un importante papel como consejero de Muawiya ibn Abī Sufyān en la primera fitna. Los dos eran primos lejanos. Ibn al-As junto a su primo en la batalla de Siffín de finales de julio de 657. Cuando la suerte de la batalla era aún incierta, Amr tuvo la idea de clavar hojas del Corán en las lanzas, con el objetivo de convencer a los seguidores de Alí de que aceptasen un armisticio y que la fitna se solucionase en un arbitraje. Los seguidores de Alí aceptaron el arbitraje, que se llevó a cabo en Adhruh (Transjordania), cerca de Petra. Amr ibn al-As, que representó a Muawiya, consiguió que este fuera aceptado como califa. Sin embargo, Alí no aceptó la decisión y la fitna continuó, aunque sus fuerzas se habían debilitado por la deserción de los jariyíes.
En el año 658 d. C., Muawiya encomendó a Amr ibn al-As el mando de un ejército para arrebatar Egipto a los partidarios de Alí. Amr consiguió el respaldo de los conquistadores que se habían asentado en Egipto y de sus vástagos. En el verano del 658 d. C., venció a los partidarios de Alí en la reñida batalla de Fustat. Desde entonces ocupó el cargo de gobernador, hasta el 6 de enero del año 664 d. C., cuando murió por causas naturales.
Fue enterrado a los pies de las colinas Muqattan, que se alzan al este de Fustat, pero los antiguos musulmanes no se preocupaban por marcar el lugar en el que descansaban sus muertos y por ello la ubicación exacta de su tumba se desconoce.

## Personalidad de Amr ibn al-As
La reputación de Amr ibn al-As en las fuentes árabes es muy positiva. En ellas se lo presenta, más que como un gran guerrero, como un individuo sagaz y astuto, casi como un Odiseo musulmán. Su competencia como general y político están fuera de toda duda y además es considerado como un hombre recto y justo que defendía los intereses de los soldados y de sus familias ante los gobiernos de Medina y Damasco. En las fuentes coptas que tratan sobre la conquista musulmana de Egipto también se ofrece una visión positiva de él y se resaltan las relaciones cordiales que mantuvo con el patriarca copto Benjamín. Juan de Nikiu, cronista cristiano y firme opositor del gobierno musulmán en Egipto, al hablar de Amr ibn al-As dice: «Exigía el pago de los impuestos que habían sido acordados, pero no se apoderó de ninguna de las propiedades de las iglesias, y no cometió ningún expolio o saqueo y las preservó durante todos sus días».